# 10293 Pribina
A 10293 Pribina (ideiglenes jelöléssel 1986 TU6) a Naprendszer kisbolygóövében található aszteroida. M. Antal fedezte fel 1986. október 5-én.